# 拉丁同盟
拉丁同盟（约公元前七世纪——公元前338年）是古罗马拉丁姆地区三十余个村庄与部落为联合防御而组成的同盟。“拉丁同盟”这一术语实乃当代史学家所新造，在当时并无对应的拉丁语词汇。

## 创立
同盟最早由阿尔巴隆加 城领导建立，旨在抵御周边地区的敌人（主要是伊特拉斯坎人）。一块由老加图刻写的铭文残片表明，同盟曾一度包含了图斯库卢姆、阿里恰、拉努维姆、拉文尼乌姆、科拉、蒂沃利、波美提亚及阿尔代亚。

## 罗马的领导
在王政时期的卢修斯·塔克文·苏佩布当权时，罗马说服了拉丁同盟承认其领导权。后来罗马人修改了同盟条约，同盟同意在特定日期将各支拉丁人的军队与罗马军队联合组成一支武装力量。塔克文积极促成此事，组建了罗马领导下拉丁人的联军。
王政时期随着放逐塔克文而结束，年轻的罗马共和国在公元前493年与拉丁同盟结盟。这一结盟条约，即卡西乌斯条约 , 和很多罗马人的合约一样，是罗马在勒吉鲁斯湖战役大胜拉丁同盟后签订的。条约同时赋予了罗马和拉丁同盟分享战利品的权利（这也是后来导致了公元前341年到公元前338年拉丁战争的原因之一），并规定两方在联合作战时指挥权归罗马将领所有。罗马与拉丁同盟再后来联合抵御了诸如埃魁人和沃尔西人的进攻，在强大的联军面前，这些亚平宁山脉游牧部落的入侵被一一瓦解了。不过至今困扰史学界的是拉丁同盟是否接受罗马加入了同盟，或者联盟条约只是罗马和拉丁同盟对等签署的。

## 同盟与罗马的决战
罗马的崛起逐渐稳固了其在拉丁同盟的霸权。联盟条约在公元前358年得以修改，正式书面确定了罗马的领导权并最终成为拉丁战争爆发的导火索 。随着罗马的胜利，拉丁同盟解散。
公元前338年同盟解体后，罗马改称原同盟的城邦为自治市，并在其中建立殖民地。这意味着这些城镇已经受罗马（或罗马共和国）统治，其民众也被视为罗马的殖民地居民。